# ノルトマルク

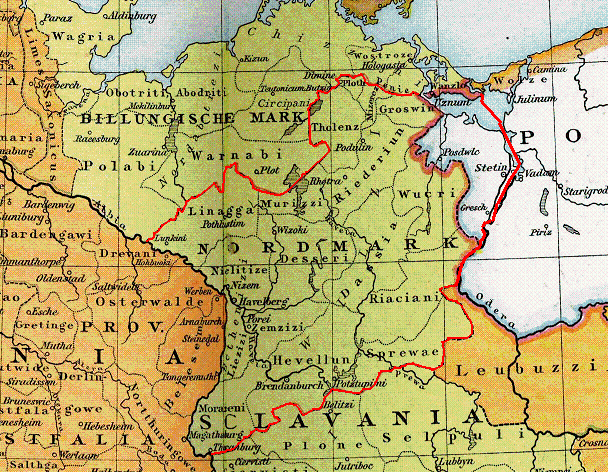
ノルトマルク（赤線で囲まれた領域）。北のビルング辺境伯領と南のオストマルクの間にあった。

ノルトマルク（ドイツ語: Nordmark）は、965年に広大なゲロ辺境伯領が分割された際に創設された辺境伯領。もともとは辺境伯領の北側の3分の1（現在のブランデンブルク州にほぼあたる）を含み、ヴェンド人から奪った地域から成っていた。983年のリューティチ族の反乱以降、12世紀にアルブレヒト1世（熊公）がブランデンブルク辺境伯領を創設するまで、ドイツによる支配が及ばなかった。

## スラヴ人による領有

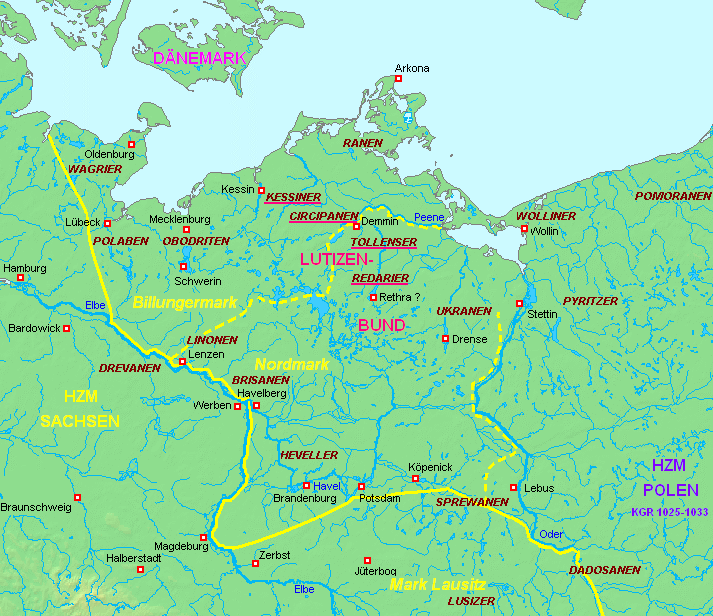
983年のリューティチ族の反乱時のノルトマルクおよびビルング辺境伯領内の部族

民族移動時代に、多くのゲルマン人がローマ国境に向けて移動し始めた。一方、北方領域ではゲルマン人に替わって主にスラヴ人（ヴェレト族、のちリューティチ族）が定住した。最初のスラヴ族は、アヴァール人がヨーロッパに侵入した後、720年までには確実にブランデンブルクに入ってきている。それらのスラヴ人はモラヴィア経由で入ってきているが、モラヴィアには7世紀半ばには到達していた。残ったゲルマンのセムノニ族はそれらのスラヴ人に吸収されていった。
シュプレー川沿いに定住した人々の集団はシュプレヴァン族として知られるようになる。彼らは現在のバルニム台地とテルトウにあたる、ハーフェル川とヌテ川によって形成される線の東側に定着した。また、ケーペニックのシュプレー川とダーメ川の合流地点に中心となる要塞を造った。ヘヴェリ族はその線の西側、現在のハーフェルラントとツァウヒェにあたる地域に定住した。彼らはハーフェル川の古ゲルマン語の名称である"ハブラ"（Habula）から"ハベリ"（Habelli）と名付けられたが、自らは"シュトドラニー"（Stodoranie）と呼んでいた。彼らは中心となる要塞を"ブレンナ"（現在のブランデンブルク）に建設した。ヘヴェリ族はベルリンのシュパンダウ要塞の地に広大な開拓地を作り上げた。シュプレヴァン族およびハヴェリ族は近隣のゲルマン人だけでなく、スラブ人とも戦った。

## 辺境伯領の歴史

### 獲得と喪失（965年 – 983年）
808年のザクセン戦争における勝利の後、カール大帝は同盟を結んだスラヴ人（オボトリート族など）に、エルベ川とバルト海に挟まれたザクセンの地の一部を与えたが、その後しばらくの間は平和な時期が続いた。ブランデンブルクおよびハーヴェルベルクの司教区が940年頃に置かれ、異教徒のスラヴ人のキリスト教化が始まった。
東フランク王ハインリヒ1世は、928年から929年にかけてブランデンブルクを征服し、オーデル川までの部族に税を課した。948年までに、後継者のオットー1世は多くの異教徒に対するドイツの支配を確立したが、それらの異教徒は同時代の人々によってスラヴ人もしくはヴェンド人とされている。辺境伯領の主な役割はドイツ辺境の防御であった。965年の辺境伯ゲロの死後、広大な辺境領はオットー1世により5つの辺境伯領に分割された。ノルトマルクはその時創設された辺境伯領の1つである。その他の辺境伯領は、オストマルク、メルゼブルク辺境伯領、マイセン辺境伯領、そしてツァイツ辺境伯領である。
983年の反乱はリューティチ族により始められたが、ノルトマルク、ビルング辺境伯およびその地の司教はその後も任命されたものの、それらの辺境伯領や司教領の事実上の廃止された。11世紀の半ばにリューティチ族の同盟が決裂するまで、ノルトマルクへのドイツの領土拡大は行き詰まり、エルベ川東側のヴェンド人は約150年にわたって独立を保った。

### ブランデンブルク辺境伯領
12世紀の初め、ドイツ君主は神聖ローマ帝国の東境の地に住むスラヴ人への支配を再び確立し、1134年にドイツの貴族アルブレヒト1世（熊公）が皇帝ロタール3世よりノルトマルクの地を与えられた。スラヴ人はその後東方植民の間にドイツからの入植者に吸収された。アルブレヒト1世のもとで教区が設置され、それらは市壁に囲まれた街とともに外からの攻撃から住民を守った。修道士及び司教の来訪とともに、ブランデンブルクの新たな歴史が始まり、辺境伯領は発展していった。
この地のアルブレヒトの支配は数十年間名目上のものであったが、ヴェンド人に対する軍事面および外交面での様々な活動を行い、12世紀半ばには実質的な支配が行われるようになった。1150年、アルブレヒトは最後のヘヴェリ族の長であるキリスト教徒のプリビスラフ（Pribislaw-Heinrich）からブランデンブルクを正式に受け継いだ。アルブレヒトらアスカニア家の一族はこの地のキリスト教化を進めた。

## ノルトマルク辺境伯
ハルデンスレーベン伯家
- ディートリヒ（ティアドリヒ[1]） 965年 – 983年

ヴァルベック伯家
- ロタール 983年 – 1003年
- ヴェルナー 1003年 – 1009年

ハルデンスレーベン伯家
- ベルンハルト1世 1009年 – 1018年
- ベルンハルト2世 1018年 – 1051年
- ヴィルヘルム 1051年 – 1056年
- オットー 1056年 – 1057年

シュターデ伯家
- ロタール・ウード1世 1056年 – 1057年
- ロタール・ウード2世 1057年 – 1082年
- ハインリヒ1世 1082年 – 1087年
- ロタール・ウード3世 1087年 – 1106年
- ルドルフ1世 1106年 – 1114年
- ハインリヒ2世 1114年 – 1128年
- ウード4世 1128年 – 1130年
- ルドルフ2世 1130年 – 1144年

アスカニア家
- アルブレヒト1世（熊公） 1134年 - 1170年